# 日本の建築家一覧
日本の建築家一覧（にほんのけんちくかいちらん）は、日本の建築家の一覧である。掲載順は、姓の五十音順。
| 目次 | 目次 | 目次 | 目次 | 目次 | 目次 | 目次 | 目次 | 目次 | 目次 | 目次 |
| ---- | ---- | ---- | ---- | ---- | ---- | ---- | ---- | ---- | ---- | ---- |
| わ   | ら   | や   | ま   | は   |      | な   | た   | さ   | か   | あ   |
|      | り   |      | み   | ひ   |      | に   | ち   | し   | き   | い   |
| を   | る   | ゆ   | む   | ふ   |      | ぬ   | つ   | す   | く   | う   |
|      | れ   |      | め   | へ   |      | ね   | て   | せ   | け   | え   |
| ん   | ろ   | よ   | も   | ほ   |      | の   | と   | そ   | こ   | お   |

## 明治・大正・昭和期の建築家（五十音順）

### あ行

#### あ
- 相坂研介（1973年 - ）あまねの杜保育園
- 相田武文（1937年 - ）東京都戦没者霊苑、埼玉県川里村ふるさと館、積み木の家
- 青木弘司（1976年 - ）相模原の家、麻布十番のレストラン
- 青木淳（1956年 - ）潟博物館、青森県立美術館
- 青木正夫（1924年 - 2007年）
- 青木茂（1948年 - ）宇目町役場庁舎、八女市多世代交流館、西陵公民館・老人いこいの家
- 青沼克明（1961年 - ）
- 明石虎雄（1890年 - 1923年）
- 赤羽輝臣
- 赤松佳珠子 - シーラカンスアンドアソシエイツ（1968年 - ）
- 上利益弘（1958年 - ）
- 秋月直道（1949年 - ）
- 秋元和雄（1961年 - ）社団法人日本建築学会建築会館
- 阿久井善孝（1930年 - )
- 淺石優（1947年 - ）
- 朝倉清一（1840年 - 1903年）
- 浅田孝（1921年 - 1990年）南極大陸昭和基地、坂出人工土地、こどもの国マスタープラン、皇太子殿下御成婚記念館、五色台山の家
- 浅野言朗（1972年 - ）
- 浅野正敏（1950年 - ）
- 朝吹四郎（1915年 - 1988年)
- 芦屋真人（1970年 - 2014年）
- 芦原義信（1918年 - 2003年）駒沢体育館、ソニービル、東京芸術劇場
- 芦原信孝（1940年 - ）
- 芦原太郎（1950年 - ）
- 芦沢啓治（1973年 - ）K邸、Flat packing series、Parabola Light
- 芦澤竜一（1971年 - ）SETRE、Grotto
- 東孝光（1933年 - ）新宿駅西口地下広場（実施設計・設計監理）、塔の家
- 足立鳩吉（1858年 - 1939年）
- 阿部勤（1936年 - ）私の家（自邸）、蓼科レーネサイドスタンレー
- 阿部仁史（1962年 - ） 菅野美術館
- 阿部美樹志（1883年 - 1965年）旧阪急梅田駅・阪急ビルディング、阪急西宮スタジアム、神戸阪急ビル、名島川鉄道橋梁、東京万世橋間鉄道高架橋
- 天野彰（1943年 - ）
- 天野太郎（1918年 - 1990年）東京藝術大学図書館、東京藝術大学絵画棟、親子の家、新花屋敷カントリークラブ
- 鮎川透（1951年 - ）
- 荒知幾（1950年 - ）
- 新井清一（1950年 - ）杖立橋＋Pホール、京都精華大学自習棟自在館、T-RESIDENCE、大連医科大学新校区総体計画設計、A-bands/Ci4、杖立温泉会館
- 新居千秋（1948年 - ）黒部市国際文化センター、リアスホール
- 有村桂子（1942年 - ）
- 有馬裕之（1956年 - ）
- 淺田英紀（1965年 - ）
- 安東勝男（1917年 - 1988年）早稲田大学51号館　早稲田大学大久保キャンパス　早稲田大学理工学部新館 真野小学校 浅間小学校
- 安藤永次郞（生年不明 - 没年不明）
- 安藤忠雄（1941年 - ）住吉の長屋、六甲の集合住宅、Times'、淡路夢舞台、表参道ヒルズ。AIAゴールドメダル、RIBAゴールドメダル、プリツカー賞受賞。
- 安藤武伯（1913年 - 没年不明）
- 安藤暢彦（1958年 - )

#### い
- 飯嶋義一（1963年 - )
- 飯田善彦（1950年 - ）川上村林業総合センター
- 飯塚章
- 飯塚伊賀七（1762年 - 1836年）
- 飯村真樹（1970年 - ）
- 飯山千里（1977年 - ）
- 五十嵐淳（1970年 - ）矩形の森、風の輪、白い箱の集合体」
- 五十嵐正（1912年 - 1981年）-
- 生田勉（1912年 - 1980年） 栗の木のある家
- 生山雅英（1956年 - 2016年)
- 池内基周（1918年 - 1997年)
- 池上俊郎（1948年 - ）CITY POLE メディアバードビル　PAGE FACTORY 　JR三島駅北口ロータリーモニュメント
- 池田武邦（1924年 - 2022年）ハウステンボス、京王プラザホテル、新宿三井ビルへ
- 池田稔（生没年不明）
- 池田靖史 - IKDS（1961年 - ）慶應義塾大学湘南藤沢デザインスタジオ棟
- 池田修 - PHスタジオ
- 池原義郎（1928年 - 2017年） グランドプリンスホテル広島、早大所沢キャンパス、酒田市美術館
- 池辺陽（1920年 - 1979年）立体最小限住宅、宇宙開発センター
- 石井桂（1898年 - 1983年)
- 石井健 - ブルースタジオ（1969年 - ）一連の物語　賃貸共同住宅「Colonia／Galleria 阿佐ヶ谷クリエイターズコミューン」
- 石井修（1922年 - 2007年）天と地の家、目神山の家1「回帰草庵」
- 石井和紘（1944年 - 2015年） 数奇屋邑、清和文楽館
- 石上純也（1974年 - ）神奈川工科大学KAIT工房
- 石崎哲也（1980年  - ）
- 石田敏明（1950年 - ）有明フェリー長洲港ターミナル、ICHハウス
- 石田純治（1966年 - ）
- 石田繁之介（1918年 - 2013年)
- 石橋清志（1948年 - )
- 石橋利彦 - 石橋徳川建築設計所（1947年 - ）米澤工機本社ビル、ケルヒャージャパン本社工場、千葉大学創造工学センター
- 石原嘉人（1980年 - ）
- 石本喜久治（1894年 - 1963年）東京朝日新聞社、白木屋本店、広島市民球場
- 石山修武（1944年 - ）幻庵、開拓者の家、伊豆の長八美術館、リアス・アーク美術館、ひろしまハウス
- 石山幸夫（1964年 - ）
- 井坂幸恵（1965年 - ）
- 伊坂重春（1951年 - ）札幌メディアパーク・スピカ
- 出江寛（1931年 - ）かわらミュージアム、桃山学院大学、東京竹葉亭、朧月夜の家
- 泉幸甫（1947年 - ） 泰山館、Apartment 鶉、而邸
- 磯崎新（1931年 - ）大分医師会館、北九州市立中央図書館、つくばセンタービル。RIBAゴールドメダル。
- 磯崎洋才
- 板坂諭（1978年 - ）
- 伊丹潤（1937年 - 2011年）墨の家、済州国際英語教育都市開発事業の一連の作品
- 板屋リョク（1951年 - ）
- 一木広治
- 市川三千男
- 市石英三郎（生没年不明）
- 市浦健（1904年 - 1981年）万世橋アパート、日光龍頭山の家、東京都営桐ヶ丘アパートE街区とW街区
- 市村博
- 井手薫（1879年 - 1944年）台湾大学文学院、台湾大学旧図書館、台湾師範大学禮堂（旧台北高等学校講堂）
- 井出共治（1940年 - 2010年）葉山ハートセンター、湯河原のリゾートマンション
- 糸井裕構
- 伊東忠太（1867年 - 1954年）二楽荘、湯島聖堂、築地本願寺、復興記念堂
- 伊東豊雄（1941年 - ）中野本町の家（現存せず）、シルバーハット（現存せず）、せんだいメディアテーク、多摩美術大学図書館。RIBAゴールドメダル。
- 伊藤為吉（1864年 - 1943年）初代服部時計店、日本博品館、愛宕ホテル、本郷中央会堂
- 伊藤寛（1956年 - ）森美術館、空気のシェルター、YATAI
- 伊藤喜三郎（1914年 - 1998年）神戸市中央病院 、国立身体障害者リハビリテーションセンター
- 伊藤恭行（1961年 - ）山本邸、国賀邸、鎌倉の家
- 伊藤滋 (建築家)（1898年 - 1971年）
- 伊藤孝紀（1974年 - ）
- 伊藤紘一
- 伊藤哲夫（1942年 - ）
- 伊藤暁（1976年 - ）
- 伊藤平左衛門（1829年 - 1913年）東本願寺御影堂、東本願寺阿弥陀堂、旧三重県庁舎
- 伊藤節 - 伊藤節+伊藤志信（1964年 - ）
- 伊藤志信 - 伊藤節+伊藤志信
- 伊藤博之 - O.F.D.A.（1970年 - ）
- 稲垣淳哉 - Eureka（1980年 - ）ドラゴンコートビレッジ, Around the Corner Grain
- 稲塚二郎（1933年 - 2012 年)
- 稲田尚之（1927年 - 2003年）
- 稲葉なおと（1959年 - ）
- 乾久美子（1969年 - ）LOUIS VUITTON OSAKA、ディオール銀座、スモールハウスH
- 井上清（1874年 - 1939年)
- 井上二郎
- 井上博明（1966年 - )
- 井上瑶子（1955年 - ）ZIG-ZA、ビスケット(住宅)、新橋の長屋Vario、八百とっく、IWAMATSUHOUSE（ArtstyleMaeket)、ARC HOUSE V
- 猪熊純（1977年 - ）白馬の別荘
- 今井兼次（1895年 - 1987年）碌山美術館、桃華楽堂、演劇博物館、日本二十六聖人殉教記念施設
- 今井公太郎（1967年 - ）
- 今井徹也（1943年 - ）
- 今泉善一（1911年 - 1985年)
- 今井秀明（1952年 - ）
- 今井紘一
- 今川憲英（1947年 - ）
- 今北乙吉（1894年 - 1942年）摩耶観光ホテル
- 今里隆（1927年 - ）池上本門寺と同寺八角堂、醍醐寺霊宝館、平山郁夫美術館、醍醐寺霊宝館 国技館
- 今永和利（1962年 - ）
- 今村雅樹（1953年 - ）ヨックモック青山カフェ、太田市総合ふれあいセンター、西合志町保健福祉センター、太田市沢野中央小学校、石田眼科、熊本県医師会館
- 入江正之（1946年 - ）内と外の間-4 KA邸、行燈旅館
- 入江経一（1950年 - ）
- 入之内瑛（1946年 - ）若盛学園まつぶし幼稚園・桜福祉会こどものもり保育園
- 伊礼智（1959年 - ）東京町家 あずきハウス OMソーラーハウス
- 岩井光男（1945年 - ）
- 岩下松雄（1898年 - 1993年)
- 岩川卓也（1966年 - ）静岡の家、case001～007
- 岩切剣一郎（1972年 - ）
- 岩崎堅一（1939年 - ）
- 岩崎駿介（1937年 - ）
- 岩﨑孝一（1948年 - )
- 岩重昌興
- 岩田英来 - 象設計集団
- 岩成尚（1976年 - ）
- 岩村和夫（1948年 - ）ファンハウス札幌スタジオ、屋久島環境共生住宅
- 岩元禄（1893年 - 1922年）西陣分局
- 岩本弘光（1954年 - ）世田谷の家、石神井台の家、太田市立休泊小学校、casa100、国民住宅、富士山荘
- 岩本博行（1913年 - 1991年）国立劇場
- 岩本秀三

#### う
- 上田尭世（1942年 - ）
- 上田篤（1930年 - ）日本万国博覧会お祭り広場、京都精華大学キャンパス、奈良県高山地区交流センター
- 上田知正（1962年 - ）
- 上野伊三郎（1892年 - 1972年）
- 魚谷繁礼（1977年 - ）京都型住宅モデル、西都教会、コンテナ町家、ガムハウス
- 鵜飼哲矢（1966年 - ）
- 氏家隆正（1935年 - )
- 宇敷赳夫（1891年 - 没年不明)
- 牛田英作（1954年 - ）TRUSS WALL HOUSE、LIGHTCAVE、POLYPHONY、水前寺江津湖公園管理棟、卵型バスルーム、プールハウス、ビリヤードハウス
- 歌一洋（1948年 - ）
- 内井昭蔵（1933年 - 2002年）世田谷美術館、東京YMCA野辺山高原センター
- 内海智行（1963年 - ）
- 内田祥哉（1925年 - 2021年）有田陶磁器文化館、実験集合住宅NEXT21、明治神宮神楽殿
- 内田祥三（1885年 - 1972年）東京大学諸施設、三菱ビジネス街
- 内田祥文（1913年 - 1946年）大同都市計画、最小限住宅,
- 内村綾乃 - A studio（1967年 - ）A-residence＋studio、等々力の集合住宅T_Flat、
- 内山美之（1966年 - ）
- 卯月盛夫（1953年 - ）
- 宇野求（1962年 - ）VILLA FUJII、MURAMATSU HOUSE、豊橋東口駅前広場
- 梅崎正彦
- 梅澤捨次郎（1890年 - 1958年)
- 梅林克 - FOB (建築設計事務所)（1963年 - ）AURA、Y HOUSE、Si HOUSE
- 浦辺鎮太郎（1909年 - 1991年）倉敷アイビースクエア、倉敷市庁舎
- 漆原弘

#### え
- 江川直樹 - 現代計画研究所（1951年 - ）ウッディタウンすずかけ台住宅街区、ローレルスクエア登美ヶ丘第1期、南芦屋浜災害復興公営住宅、御坊市営島団地再生計画、キャナルタウン兵庫
- 江川三郎八（1860年 - 1939年）
- 江口征男（1941年 - ）
- 江泉光哲 - 4FA（1981年 - ）hat／渋谷の住宅、東松山の農産物直売所
- 榎本弘之 - 設計組織アモルフ（1955年 - ）軽井沢の別荘、河津の別荘、多摩川学園の住宅、春日部の住宅、三浦の別荘、伊浜の家
- 榎本雅夫（1956年 - ）千葉県立幕張総合高等学校校舎、杏保育園
- 海老原一郎（1905年 - 1990年）川村記念美術館、憲政記念館、日本バイリーン工場
- 江本正和 - 松田平田設計（1951年 - ）三井銀行事務センター、栃木県総合教育センター、運輸研修所、国土交通大学校、NHK放送技術研究所、Wピル
- 延藤安弘（1940年 - ）
- 遠藤昭彦 - FOB (建築設計事務所)
- 遠藤於莵（1866年 - 1943年）三井物産横浜支店ビル、横浜銀行集会所
- 遠藤吉生（1954年 - ）
- 遠藤剛生（1941年 - ）
- 遠藤謙一良（1959年 - ）
- 遠藤真由（1976年 - ）
- 遠藤克彦（1970年 - ）
- 遠藤秀平（1960年 - ）Bubbletecture 、Rooftecture 、Gravitecture、Slowtecture
- 遠藤新（1889年 - 1951年）甲子園ホテル、自由学園
- 遠藤誠（1968年 - )
- 遠藤政樹（1963年 - ）初台のアパート、ナチュラル・エリプス、リボンの家
- 遠藤敏也 - スタジオ宙（1961年 - ）FlanboFuga、国立theα、杉並久我山郵便局
- 圓堂政嘉（1920年 - 1994年） 山口銀行本店、京王百貨店新宿店、広尾ガーデンヒルズ

#### お
- 仰木魯堂（1863年 - 1941年）
- 大内政男（1949年 - ）成蹊学園学生会館、ヨコハマポートサイドF-1街区第1種市街地再開発事業、TOKYO TuIN PARKS、M.M.TOWERS
- 大内達史（1943年 - )
- 大宇根弘司（1941年 - ）麻布子ども中高生プラザ等複合施設、東京エレクトロン仙台事業所研究開発施設2号棟、芸術の森公園・山梨県立文学館
- 大江宏（1913年 - 1989年）銀座能楽堂、伊勢神宮内宮神楽殿、国立能楽堂
- 大江新（1943年 - ）小平市平櫛田中彫刻美術館、金剛能楽堂、横浜能楽堂、三渓園「鶴翔閣」
- 大江新太郎（1876年 - 1935年）日光東照宮修復、日光社寺大修繕、明治神宮宝物殿、神田明神
- 大江匡 - プランテック総合計画事務所（1954年 - 2021年）
- 大岡實（1900年 - 1987年）
- 大河原淳一郎
- 大賀隆（生没年不明）
- 大垣賀津雄（1961年 - )
- 大旗正二（1913年 - ?)
- 大久保洋吉（1944年 - )
- 大木雅彦（1945年 - ）
- 大熊喜邦（1877年 - 1952年）国会議事堂実施設計、首相官邸、文部省
- 大倉三郎（1900年 - 1983年）京都大学法学部経済学部本館、同志社大学第一期、萬年社京都支社、旧伊藤千太郎邸
- 大澤三之助（1867年 - 1945年）
- 大島盈株（1843年 - 1925年）
- 大島芳彦（1970年 - ）一連の物語 賃貸共同住宅「Colonia／Galleria 阿佐ヶ谷クリエイターズコミューン」
- 大杉喜彦（1945年 - ）
- 太田浩史（1968年 - ）
- 太田秀俊 - SOY source（1973年 - ）ドルクス動物病院、Ｓ博士の家
- 太田實（1923年 - 2004年）苫小牧市博物館埋蔵文化財調査センター、北海道大学クラーク記念会館、北海道立近代美術館
- 太田隆信（1934年 - ）大阪府青少年センター、国立オリンピック記念青少年センター、大阪市中央公会堂
- 大高正人（1923年 -2010年）坂出人工土地、基町・長寿園、千葉県立図書館、千葉県文化会館、栃木県庁舎議会堂
- 大竹康市（1938年 - 1983年） 今帰仁村中央公民館、名護市庁舎
- 大竹十一（1921年 - 2005年）ヴェニス・ビエンナーレ・日本館、生駒山宇宙科学館
- 大沢弘（1926年 - ?)
- 大沢秀行（1920年 - ?)
- 大角雄三（1949年 - ）
- 大谷幸夫（1924年 - ）国立京都国際会館、文京スポーツセンター、千葉市美術館・中央区役所
- 大谷弘明（1962年 - ）積層の家、愛媛県歴史文化博物館、京都大学医学部百周年記念施設
- 大谷浩一郎（1965年 - )
- 大月敏雄（1967年 - ）
- 大塚泰子（1971年 - )
- 大坪克亘 - 増田信吾+大坪克亘（1983年 - ）
- 大成優子（1974年 - ）
- 大西麻貴 - 大西麻貴+百田有希 o+h（1983年 - ）
- 大西正紀（1977年 - ）
- 大平貴臣（1980年 - ）
- 大地山博（1969年 - ）一連の物語　賃貸共同住宅「Colonia／Galleria 阿佐ヶ谷クリエイターズコミューン」
- 大中肇（1886年 - 1950年）
- 大野秀敏（1949年 - ）YKK滑川寮、門司税関、花フェスタ/タワー
- 大野勝彦（1944年 - 2012年）
- 大野二郎（1948年 - ）
- 大野力（1976年 - ）
- 大野美代子（1939年 - 2016年）
- 大林芳郎（1918年 - 2003年）
- 大薮義章（1970年 - ）
- 岡啓輔（1965年 - ）
- 岡秀隆 - 岡設計
- 岡島正夫（1949年 - ）
- 岡田恭平
- 岡田公彦（1971年 - ）
- 岡田信一郎（1883年 - 1932年）歌舞伎座、明治生命館、鳩山会館、黒田記念館
- 岡田新一（1928年 - 2014年）最高裁判所、警視庁本部庁舎、宮崎県立美術館
- 岡田世郎
- 岡田知子（1955年 - ）
- 岡田哲史（1962年 - ）軽井沢別荘建築、柿の木坂の家、たいさんじ風花の丘、清里アートギャラリー
- 岡田茂吉（1882年 - 1955年）
- 岡田時太郎（1859年 - 1926年）
- 岡田捷五郎（1894年 - 1976年)
- 緒方理一郎（1941年 - 1990年）
- 岡野栄一
- 岡野道子（1979年 - ）
- 岡部憲明（1947年 - ）関西国際空港旅客ターミナルビル、ヴァレオユニシアトランスミッション厚木
- 岡本賢（1939年 - )
- 岡本鶴蔵（生没年不明）
- 岡見健彦（1898年 - 1972年）日本基督教団高輪教会
- 岡村幸一郎（1932年 - )
- 岡村泰之（1960年 - ）村上春樹がものを考え、感じ、小説の着想を得るための別荘
- 小川広次（1960年 - ）国領アパートメント、阿佐谷南の家
- 小川守之（1946年 - ）
- 小川晋一（1955年 - ）ワールド オブ カルバン クライン・ザ ハウス
- 小川文象（1979年 - ）Hiroshima Park Restrooms -Absolute Arrows-
- 沖種郎（1925年 - 2005年） 中央工学校OSAKA、Kオフセット印刷工場
- 荻津郁夫 - 設計組織アモルフ（1954年 - ）あくらフォースクエア、懐石閑院宮静岡店、雄勝町総合文化会館、強羅花壇
- 置塩章（1881年 - 1968年）旧国立生糸検査所、旧大阪砲兵工廠化学分析場、宮崎県庁旧庁舎、旧茨城県庁舎
- 奥村三男
- 奥村昭雄（1928年 - 2012年)
- 奥村徹
- 奥保多聞（1938年 - )
- 小沢明（1936年 - ）
- 小谷研一（1975年 - ）
- 小倉強（1893年 - 1980年）
- 小倉善明（1937年 - ）
- 小倉亮子（1972年 - ）
- 長部稔（1943年 - ）
- 尾沢俊一（1965年 - ）
- 押尾章治（1964年 - ）
- 押川照三
- 押野見邦英（1941年 - ）
- 押田洋治（1944年 - ）
- 尾島俊雄（1937年 - ）
- 落合正行（1980年 - ）
- 小野正弘（1935年 - ）
- 小野志門 - セカイ（1983年 - ）透明に残る家
- 小野隆生
- 小澤良明（1943年 - )
- 小原益知（生没年不明）

### か行

#### か
- 貝島桃代（1969年 - ）ミニ・ハウス
- 柿沼守利（1943年 - ）
- 郭茂林（1920年 - 2012年） 霞が関ビル、新宿超高層ビル群、池袋・サンシャインシティ
- 香川昌美
- 蔭山晶久（1969年 - ）天野エンザイムR&D岐阜研究所、南山城小学校、政策研究大学院大学、Chifley Sq
- 陰山日出也（1939年 - )1939年
- 加護谷祐太郎（1876年 - 1936年)1876年1936年
- 笠井一郎
- 葛西萬司（1863年 - 1942年）旧盛岡貯蓄銀行本店、第一生命保険相互会社
- 笠嶋淑恵（1950年 - ）
- 鹿嶌信哉（1959年 - ）南青山コンプレックスハウス、桐生の家
- 柏木貨一郎（1841年 - 1898年）
- 柏木浩一（1946年 - ）
- 梶原良成（1959年 - ）
- 春日琢磨（1974年 - ）五月が丘の家、古田台の家
- 粕谷淳司（1971年 - ）スパイラルハウス、日本女子大学目白キャンパス中央広場『泉プロムナード』
- 片岡安（1876年 - 1946年）大阪市中央公会堂（実施設計）、芦屋仏教会館
- 片山光生（1918年 - 1985年）
- 片山東熊（1853年 - 1917年）奈良国立博物館（本館）、京都国立博物館（本館）、赤坂離宮
- 片山和俊（1941年 - ）斉藤山荘、風土間の家／出窓の家、広縁の家
- 片岡英和（1971年 - ）The Garden Commune、晶和電気工業新社屋、京都信用保証協会中丹支所
- 片渕重幸
- 桂英昭（1952年 - ）
- 門脇耕三（1977年 - ）
- 金井直（1978年 - ）
- 金子太亮（1982年 - ）
- 金子修司
- 金箱温春（1953年 - ）
- 金澤庸治（1900年 - 1982年)
- 禿真哉（1974年 - ）港北の住宅
- 加藤昇（1948年 - )1948年
- 加藤敏明（1965年 - )1965年
- 加茂紀和子 - みかんぐみ（1962年 - ）2005年日本博覧会トヨタグループ館、NHK長野放送会館、八代の保育園、上原の家
- 釜萢誠司 - キカ (建築組織)（1979年 - ）SY邸、G-house
- 神家昭雄（1953年 - ）黒の家（岡山の家）、MTT
- 神谷宏治（1928年 - 2014年）
- 神谷修平（1982年 - ）
- 上浪朗（1897年 - 1975年)
- 亀井忠夫（1955年 - )
- 亀岡末吉（1865年 - 1922年）
- 柄沢祐輔（1976年 - ）
- 河合正一（1920年　- 1986年）
- 川喜田煉七郎（1902年 - 1975年）日本交響楽協会出版部売店インテリアデザイン、Ｉ氏の写房
- 川越裕章（1950年 - )
- 川元明春（1953年 - ）
- 川口とし子（1956年 - ）
- 川口通正（1952年 - ）矢来邸、茗荷屋、穴居人、新座の方舟、赤坂潭亭 山中夫妻の住宅、矢来亭、千住の極限住居、東京都・F邸、楓燕居
- 川崎清（1932年 - 2018年） 京都市勧業館、旧国立国際美術館
- 川崎鉄三（生年不明 - 1932年?）
- 川島兼松（1836年 - 没年不詳）
- 川島茂 - 川島鈴鹿建築計画（1965年 - ）森と水の文化館・真下慶治記念美術館
- 川手謙介（1968年 - )
- 川手昭二（1927年 - ）
- 川上恵一（1952年 - ）縄手通り商店街、焼杉ハウス
- 川上堅次（1975年 - ）
- 川上幸生（1967年 - ）
- 川人洋志（1961年 - ）
- 川瀬俊二（1948年 - ）
- 川村純一（1948年 - ）
- 川村則子（1947年 - )
- 川添善行（1979年 - ）
- 川西康之（1976年 - ）
- 川島啓道
- 川島克也（1957年 - ）神戸市新庁舎、基町クレド、滋賀県立琵琶湖博物館、梅田夕イピル、河合町総合福祉会館“豆山の郷、神戸税関本関、京都大学桂キャンパス、奄美病院
- 川島宙次（1912年 - 1998年)
- 川島義信（1959年 - ）
- 川島範久（1982年 - ）
- 川原田康子 - Kwhgアーキテクツ（1964年 - ）
- 川辺直哉（1970年 - ）AO2、AH2
- 河合浩蔵（1856年 - 1934年）旧小寺家厩舎、海岸ビルヂング、海岸ビル
- 河合正一（1920年 - 1986年)
- 河村伊蔵（1860年 - 1940年）函館ハリストス正教会再建、豊橋ハリストス正教会
- 河内義就（1913年 - 1987年)
- 河村大助（1962年 - ）NTT加須情報システムビル、ペイシティ品川ショッピングセンター、新風館、イオン与野ショッピングセンター、イオン大日ショッピングセンター
- 河面徳三郎（1857年 - 没年不明)
- 神田駿（1941年 - ）
- 神田道太郎（生没年不詳 - )
- 神田福吉（1824年 - 没年不詳）
- 寒竹伸一（1955年 - ）日本理化学薬品本社ビル、高田平成新雁木、熱海ゲストハウス
- 菅野龍（1977年 - ）
- 蒲原重雄（1898年 - 1932年）小菅監獄所

#### き
- 木内厚子（1971年 - ）
- 菊竹清訓（1928年 - 2012年）出雲大社庁の舎、都城市民会館、スカイハウス
- 菊地宏（1972年 - ）南洋堂書店改修、大泉の家
- 菊地誠（1953年 - ）
- 岸和郎（1950年 - ） 日本橋の家
- 岸田省吾（1951年 - ）
- 岸田日出刀（1899年 - 1966年）安田講堂、リバーサイドビル、衆議院議長公邸
- 岸田佳晃（1982年 - ）
- 木島安史（1937年 - 1992年）孤風院、上無田松尾神社、上無田公民館、球泉洞森林館、折尾スポーツセンター
- 木島千嘉 - O.F.D.A.（1966年 - ）
- 木田保造（1885年 - 1940年）
- 北川健太 - セカイ（1983年 - ）岩手県北上市保健・子育て支援複合施設
- 北山孝二郎（1948年 - ）成城集合住宅プロジェクト 日本信販大山町ビル サンストリート亀戸 ビナウォーク　さつき別荘、コイズミライティングシアター/イズム、AE070 Fギャラリー
- 北山恒（1950年 - ）洗足の連結住棟、保谷本町のクリニック
- 北川啓介（1974年 - ）
- 北尾春道（1896年 - 1973年)1896年1973年
- 北川原温（1951年 - ）中村キース・ヘリング美術館、ビッグパレット福島、RISE
- 北村銀太郎（1890年 - 1983年）
- 北村耕造（1877年 - 1939年)1877年1939年
- 北村直也（1980年 - ）
- 北沢五郎（1889年 - 1964年)1889年1964年
- 北田たくみ（1958年 - ）
- 北澤興一（1937年 - ）立花証券本社ビル、クリスチャンアカデミー特別教室棟、長沼静きもの学院、虎ノ門ビル、河北町庁舎、長崎女子短期大学
- 北見米造（1883年 - 1964年)1883年1964年
- 鬼頭梓（1926年 - 2008年）山口県立山口図書館
- 城戸崎和佐 - キカ (建築組織)（1960年 - ）KKベストセラース深谷倉庫、ピーナッツハウス、鈴木木材工業本社、日暮里陽光ビル、チュウクウ、スロウ、ガボンの魚市場、青い鳥保育園
- 城戸崎博孝（1942年 - ）軽井沢 旗生邸、ケアセンターけやき、ケアセンターかもめ、平山郁夫寂静庵亭
- 城戸武男（1899年 - 1980年)1899年1980年
- 木下道郎（1951年 - ）週末住宅、二軒家アパートメント 二軒屋アパートメント、ドッグ・ハウス
- 木下庸子（1956年 - ）コーネル大学医学部カタール校、愛知万博・ポーランド館
- 木子幸三郎（1874年 - 1941年）東本願寺阿弥陀堂、住友家須磨別邸、東宮御所、竹田宮洋館（現高輪プリンスホテル洋館）
- 木子七郎（1887年 - 1955年）愛媛県庁舎、萬翠荘、関西日仏学館
- 木子清敬（1845年 - 1907年）日光田母沢御用邸、明治記念館[要出典]（旧赤坂仮皇居御会食所）、平安神宮
- 木原一郎 - エリアマネジメント専門家
- 木村憲司（1946年 - ）
- 木村俊介（1977年 - ）
- 木村得三郎（1890年 - 1958年）歌舞伎座設計管理、大阪松竹座、弥栄劇場
- 木村博昭（1952年 - ）鉄の茶室、鉄の教会
- 木村旭
- 木村吉成 - 木村松本建築設計事務所（1973年 - ）
- 清田文永（1910年 - 1982年）
- 清孝英 - Atelier S+（1969年 - ）

#### く
- 葛野壮一郎（1880年 - 1944年）中央電気倶楽部、大江ビルヂング、本願寺神戸別院収蔵庫・壱號館
- 工藤和美 - シーラカンスK&H（1960年 - ）さつき幼稚園、金沢西部図書館、富山市立芝園小学校・芝園中学校、ベイ・ステージ下田
- 国吉直行（1945年 - ）
- 国広ジョージ（1951年 - ）コミュニケートサルーンPIA、畑を望む家
- 國枝博（1879年 - 1943年）滋賀県庁本館、朝鮮総督府庁舎
- 國武陽一郎（1970年 - ）
- 國方秀男（1913年 - 1993年）
- 久野紀光 - テレデザイン（1969年 - ）黒箱1,2、C-House、資生堂湘南新研修所、Light Well House
- 久野節（1882年 - 1962年）高島屋大阪店、蒲郡ホテル、佐倉高等学校記念館
- 久保清一（1953年 - ）蜜柑花の家、MAYUMIYAの工房、永元寺 蕪坐離庵
- 窪田勝文（1957年 - ） Yamaguchi Prefecture Pavilion、I-HOUSE、M-CLINIC、KURASAKO、Kichenhouse Showroom
- 窪田文治郎（1890年 - 1975年）
- 隈研吾（1954年 - ）登米町伝統芸能伝承館、馬頭町広重美術館、長崎県美術館、朝日放送新社屋
- 熊谷平一郎（1949年 - ）
- 久米権九郎（1895年‐1965年）城山荘（三井大磯別邸）、日光金谷ホテル 金谷ホテル別館、新舞子水族館、万平ホテル、三井上高井戸運動場クラブハウス、城山荘
- 蔵田周忠（1895年 - 1966年）旧米川邸、多摩聖蹟記念館
- 倉田謙（1881年 - 1940年)1881年1940年
- 倉本龍彦（1946年 - ）
- 栗山政雄（1946年 - ）
- 栗生明（1947年 - ）植村直己冒険館、平等院鳳翔館、愛・地球博各種施設
- 黒川雅之（1937年 - ）パロマ本社、来待ストーンミュージアム、健康の里来待診療所・健康センター
- 黒川紀章（1934年 - 2007年）中銀カプセルタワービル、国立民族学博物館、広島市現代美術館
- 黒川泰孝（1977年 - ）高松町ガレージ、白州山荘、美しが丘の家
- 黒川哲郎（1943年 - 2013年）
- 黒崎敏（1970年 - ）
- 黒沢隆（1941年 - 2014年）
- 黒木実（1948年 - ）H邸、Y邸、ＡＮ邸、GOLF HOUSE、白浜の家、遊風海舎
- 畔柳昭雄（1952年 - )1952年
- 久和原忠（1971年 - ）
- 桑原聡（1960年 - ）BUREX 麹町、コスモスイニシアINITIA IO

#### こ
- 小井義信
- 小池ひろの - KT.Architecture（1964年 - ）
- 小泉雅生（1963年 - ）アシタノイエ プラモデル住宅、空の中庭、狛江の住宅、
- 古宇田實（1879年 - 1965年)
- 河内一泰（1973年 - ） アパートメント - ハウス、書家のアトリエ
- 河野裕（1966年 - ）House-M01-03、東京倶楽部ビルディング、ZARA新宿新南口店
- 河野傳（1896年 - 1963年）
- 光嶋裕介（1979年 - ）
- 甲村健一（1969年 - ）
- 香山壽夫（1937年 - ）彩の国さいたま芸術劇場、東京大学弥生講堂一条ホール・附属資料館、同志社中学校・高等学校移転統合事業
- 郡裕美 - スタジオ宙（1960年 - ）HouseOfShadows、三鷹井の頭郵便局、安雲野の野舞台
- 郡山貞子（1954年 - ）
- 古河原美津子（1948年 - ）
- 國眼一成（1984年 - ）
- 國分昭子 - IKDS（1965年 - ）
- 國分守（1943年 - )
- 小坂秀雄（1912年 - 2000年） 外務省庁舎、ホテルオークラ
- 小島憲之（1857年 - 1918年） 東京図書館書籍庫 (東京芸術大学赤レンガ2号館)
- 小島孜（1943年 - ）
- 小島光晴（1973年 - ）
- 小嶋一浩（1958年 - 2016年） ビッグハート出雲、千葉市立打瀬小学校、吉備高原小学校
- 小杉浩久 - PHスタジオ
- 小平惠一（1959年 - ）
- 後藤慶二（1883年 - 1919年）豊多摩監獄
- 後藤春彦（1957年  - ）
- 小玉功
- 小西敏正（1943年 - ）
- 小林恒（1944年 - 2016年）ALCOVE ASHIYA、POCKET、奥池のアトリエ、有馬むら玄
- 小林克弘（1955年 - ）自歩道上屋山の下みなとタワー側、新潟みなとトンネル立坑入船みなとタワー、東京都臨海副都心清掃工場
- 小林正紹（1890年 - 1980年） 聖徳記念絵画館
- 小林政一（1891年 - 1973年）
- 小林美夫（1928年 - 2017年）岩手県営体育館、秋田県立体育館、静岡県立大学
- 小林福太郎（1882年 - 1938年)
- 小林邦夫（1923年 - ?)
- 小林利助（? - 1970年)
- 小堀哲夫（1971年 - ） ROKI Global Innovation Center －ROGIC－
- 小町幸生
- 古茂田甲午郎（1894年 - 1982年）
- 小山光（1970年 - ）flat himonya、yotsuya tenera
- 是永益司（1934年 - )
- 近藤正一（1930年 - )
- 近藤春司（1951年 - ）
- 近藤哲雄（1975年 - ）
- 近藤晴貞（1952年 - ）
- 近藤芳美（1913年 - 2006年）
- 権藤要吉（1895年 - 1970年)

### さ行

#### さ
- 齊木崇人（1948年 - )
- 斉藤玄（1956年 - ）田主丸複合文化施設、都城市複合文化ホール、沖縄・伊江島はにくすに、など。
- 斉藤祐子（1954年 - ）三春町田園生活館・農産物処理加工施設、グループホームあおぞら
- 齋藤由和（1974年 - ）
- 齋藤裕（1947年 - ）好日居、曼月居
- 齊藤正（1965年 - ）
- 齊藤博（1946年 - ）
- 坂井猛（1962年 - ）
- 境沢孝（1919年 - 2001年）千葉邸、チーズハウス、畔居
- 坂牛卓（1959年 - ）
- 坂口恭平（1978年 - ）
- 坂倉準三（1904年 - 1968年）神奈川県立近代美術館、芦屋市民センター、東京日仏学院、羽島市庁舎
- 坂倉竹之助（1946年 - ）ギャラリー・サカ、東京ミッドタウン、分譲型別荘追分倶楽部、神奈川県立博物館、聖サレジオ学園ドンボスコ記念聖堂
- 阪田誠造（1928年 - ）東京都立夢の島総合体育館、JRセントラルタワーズ
- 坂野正崇（1973年 - ）
- 坂本一成（1943年 - ）代田の町家、HOUSE F、コモンシティ星田、東工大蔵前会館（Tokyo Tech Front）
- 坂本鹿名夫（1911年 - 1987年） 円形校舎
- 坂本英之（1954年 - ）
- 坂本昭（1951年 - ） 白翳の家
- 坂本復経（1855年 - 1888年）
- 坂元卯 - 象設計集団
- 佐川旭（1951年 - ）
- 櫻井一弥 - SOY source（1972年 - ）Y先生の家
- 櫻井潔（1950年 - ）ETHNOS
- 桜井小太郎（1870年 - 1953年）旧呉鎮守府司令長官官舎、神戸市立博物館
- 迫慶一郎（1970年 - ）広尾T
- 左高啓三（1946年 - ）
- 佐伯聡子 - Kuu ArchitectsマイナスKハウス
- 佐々木宏（1931年 - 2019年）
- 佐々木睦朗（1946年 - ）
- 佐々木龍一（1970 - ）FLAMME-IGA-COMPLEX（共作）、池上の音楽複合施設、SHIKISM、白金プロジェクト
- 佐立七次郎（1856年 - 1922年）日本水準原点標庫、旧日本郵船小樽支店（現小樽市博物館）
- 佐藤文 - K+Sアーキテクツ（1961年 - ）南青山コンプレックスハウス、桐生の家
- 佐藤オオキ（1977年 - ）引出しの家、canvas、closet、kemuri、Tipsy's、TUYU LOUNGE
- 佐藤光彦（1962年 - ）仙川の住宅
- 佐藤研吾（1989年 - ）
- 佐藤功一（1878年 - 1941年）日比谷公会堂、早稲田大学大隈記念講堂
- 佐藤孝
- 佐藤宏尚（1972年 - ）
- 佐藤浩平（1960年 - ）
- 佐藤四郎（1883年 - 1974年）横浜市開港記念会館、桃山発電所、読書発電所
- 佐藤重夫（1912年 - 2003年)
- 佐藤正平（1949年 - )
- 佐藤尚巳（1955年 - ）東京国際フォーラム、いわき芸術文化交流館アリオス、南通英瑞会館
- 佐藤秀三（1897年 - 1978年）志賀アルペンローゼ、旧住友家俣野別邸、旧中村研一邸主屋、旧中村研一邸茶室「花侵庵」、日光プリンスホテル
- 佐藤昌樹（1962年 - ）
- 佐藤信博（1949年 - ）いいたてクリニック、福島ゆかり保育園
- 佐藤武夫（1899年 - 1972年）岩国徴古館、北海道開拓記念館
- 佐野吉彦（1954年 - ）
- 佐野正一（1921年 - 2014年）
- 佐野哲史 - Eureka（1980年 - ）ドラゴンコートビレッジ, Around the Corner Grain
- 眞田大輔 - すわ製作所（1976年 - ）崖の家、T邸、門型の家、TOKYO WOOD
- 澤岡清秀（1952年  - ）
- 沢柳伸（1934年 - )
- 三條栄三郎（1872年 - 1964年）
- 三分一博志（1968年 - ） エアーハウス、北向傾斜住宅、ストーンハウス
- 三瓶満真 - シーラカンスアンドアソシエイツ（1964年 - ）宮城県迫桜高等学校、ビッグハート出雲

#### し
- 椎名英三（1945年 - ）光の森、IRONHOUSE
- 塩塚隆生（1965年 - ） プライベートギャラリー、竹田市立図書館
- 滋賀重列（1866年 - 1936年）滋賀重列自邸
- 鹿嶌信哉 - K+Sアーキテクツ（1959年 - ）南青山コンプレックスハウス、桐生の家
- 繁野繁造（1897年 - 没年未詳）
- 茂庄五郎（1863年 - 1913年） 旧ダイセル化学工業堺工場、ユニチカ記念館（旧尼崎紡績・本社事務所）
- 重松象平（1973年 - ）
- 重村力（1946年 - ）脇町立図書館、出石町立弘道小学校、倉敷市立玉島北中学校、出石町ひぼこホール、緒方町立緒方中学校
- 設楽貞雄（1864年 - 1943年）大阪新世界及び通天閣（初代）、神戸新開地劇場「聚楽館」、千日前 楽天地、日本商業銀行本店
- 地主道夫（1948年 - ）
- 篠崎弘之（1978年 - ）
- 篠田義男（1946年 - ）
- 篠田次郎（1933年 - ）
- 篠原一男（1925年 - 2006年）白の家、上原通りの住宅、谷川さんの住宅、ハウス・イン・ヨコハマ、東京工業大学百年記念館
- 篠原聡子（1958年 - ）I邸、大阪府営泉大津なぎさ住宅 M-HOUSE、キヨサト閣、Superar kinuta、StylehouseC棟D棟、Y-House、EJIMA-House
- 柴田勝治（1859年 - 没年不明)
- 柴田太郎（1901年 - 1984年）正木邸、藤原氏別邸、茅野自転車店
- 柴田陽三（1927年 - 2003年）
- 島田陽（1972年 - ）
- 嶋田幸男（1948年 - )
- 清水一（1902年 - 1972年）
- 清水栄二（1895年 - ?)
- 清水喜助（初代、1783年 - 1859年・2代、1815年 - 1881年）
- 清水公夫（1941年 - ）
- 清水新三郎（生没年不明）
- 清水仁三郎（1878年 - 1951年)
- 清水貞博（1973年 - ）arch-wind.eco、新世代の美術館、21世紀のアトリウム
- 清水裕子（1975年 - ）M.house、BA.house、TH.house
- 下元連（1888年 -1984年）内閣総理大臣官邸、警視庁庁舎、大蔵省庁舎
- 下田菊太郎（1866年 - 1931年）香港上海銀行長崎支店、スタンダード石油横浜支店
- ショウジ・サダオ（1927年 - 2019年）
- 荘司孝衛 - 神谷・荘司計画設計事務所（1929年 - ）
- 白井裕子
- 白井誠 - 白井建築設計事務所（1951年 - ）
- 白井昱磨（1944年 - ）
- 白井晟一（1905年 - 1983年）親和銀行、松涛美術館
- 白江龍三（1952年 - ）
- 白川在（1976年 - ）
- 白川勝文（1838年 - 没年不明)
- 白澤宏規（1943年 - ）
- 白濱謙一（1926年 - 2010年)
- 新海俊一（1966年 - ）
- 進藤繁（1942年 - ）愛知芸術文化センター、秀光ゲストハウス

#### す
- 末岡利雄
- 末光弘和（1976年 - ） 地中の棲処
- 末松政孝（1927年 - ）
- 末廣香織（1961年 - ）
- 菅順二（1955年 - ）
- 菅哲生（1947年 - ）
- 菅原栄蔵（1892年 - 1967年）ライオン銀座七丁目ビル、旧新橋演舞場、駒沢大学図書館（耕雲館、現：禅文化歴史博物館）
- 菅原大輔（1977年 - ）陸前高田の木造仮設住宅団地、ニコニコショップ、Body Landspace
- 菅原道雄（1937年 - ）
- 杉浦英一（1957年 - 2013年）
- 杉浦克美（1925年 - )
- 杉浦定雄（1942年 - )
- 杉野繁一（1887年 - 1973年）
- 杉村憲司（1953年 - ） YKK生産技術センター
- 杉浦伝宗（1952年 - ）
- 杉重彦（1929年 - )
- 図師嘉彦（1904年 - 1981年）
- 鈴鹿美穂 - 川島鈴鹿建築計画（1966年 - ）森と水の文化館・真下慶治記念美術館
- 鈴木エドワード（1947年 - 2019年） 上野松坂屋、赤湯駅、大曲駅、さいたま新都心駅、EDDI'S HOUSE
- 鈴木喜一 (エッセイスト)（1949年 - 2013年)
- 鈴木基紀（1955年 - ）IZVI、UMI
- 鈴木実
- 鈴木俊作（1949年 - )
- 鈴木成文（1927年 - 2010年）営団住宅51C
- 鈴木清次
- 鈴木鎮雄（1884年 - 1968年)
- 鈴木禎次（1870年 - 1941年）旧豊田喜一郎邸（トヨタ鞍ヶ池記念館内へ移築）、いとう呉服店、伴華楼（伊藤家別荘「揚輝荘」内）、諸戸家住宅主屋洋室
- 鈴木了二（1944年 - ）佐木島プロジェクト
- 鈴木恂（1935年 - ）龍谷寺妙光堂、宍戸錠邸、雲洞庵仏舎利堂、マニン・ビル、二川幸夫邸、JOH、KAH、高輪に建つ住宅NAH
- 鈴木隆之（1944年 - ）
- 玄・ベルトー・進来（1956年 - ）鈴木邸＆ヘアサロン　家具UFOシリーズ　麻布十番ビル ミレニアムタワー　トーシンビル　焼酎公園GEN、銀座天賞堂 ピース・アームチェアー、東京ガス・ガスコンロ
- 進来廉（1926年 - 2009年）
- 鈴野浩一 - トラフ建築設計事務所（1973年 - ）中丸の住宅
- 住友雄治（1956年 - ）イル・ローザ、IDE LIGHT HOUSE
- 角南隆（1887年 - 1980年） 明治神宮、近江神宮

#### せ
- 清家清（1918年 - 2005年）私の家（自邸）、豊雲記念館、森博士の家、ザ・プリンス軽井沢（旧軽井沢プリンスホテル南館）、札幌市立高等専門学校
- 關聡志（1963年 - ）
- 関郁代 - 象設計集団
- 関根要太郎（1889年 - 1959年）秩父宮記念三峰山博物館、旧多摩聖蹟記念館
- 関野貞（1868年 - 1935年）旧奈良県物産陳列所
- 関本竜太（1971年 - ）
- 妹島和世（1956年 - ）梅林の家、熊野古道なかへち美術館、金沢21世紀美術館。プリツカー賞受賞。
- 瀬尾敏明（1949年 - )
- 瀬戸本淳
- 瀬谷渉
- 千賀恒夫（1908年 - 没年不明)
- 仙田満（1941年 - ）鶴川駅前公共施設、MAZDA Zoom-Zoom スタジアム広島
- 善養寺幸子（1966年 - ）アクティブエコ住宅

#### そ
- 宗兵蔵（1864年 - 1944年）柴島浄水場第一排水ポンプ場（現・大阪市水道記念館）. 旧制灘中学校校舎. 莫大小会館. 生駒時計店
- 添田直輝（1971年 - ）水戸-i、冨士見幼稚園
- 曽我部昌史（1962年 - ）2005年日本博覧会トヨタグループ館、NHK長野放送会館、八代の保育園、上原の家
- 曽根幸一（1936年 - ）
- 曽禰達蔵（1852年 - 1937年）旧三菱銀行神戸支店、慶應義塾大学図書館
- 染谷正弘（1953年 - ）ウィング・コア・ユシマ、SE-MU鵠沼海岸、手賀の杜スクエア、PISO PLATERO、南品川の町家

### た行

#### た
- 田井勝馬（1962年 - ）
- 泰井武（1901年 - 1997年)
- 大地山博 -  ブルースタジオ（1969年 - ）一連の物語　賃貸共同住宅「Colonia／Galleria 阿佐ヶ谷クリエイターズコミューン」
- 高木喬（1940年 - 2012年）
- 高安重一（1966年 - ）東京理科大学コミュニケーション棟、川口交差住居
- 高階澄人（1961年 - ）
- 高宮眞介（1939年 - ）日本大学理工学部駿河台校舎新1号館、山形大学工学部創立百周年記念会館
- 髙橋一平（1977年 - )  七ヶ浜町立遠山保育所、横浜国立大学中央広場、河谷家の住宅
- 髙橋博朗（1964年 - ）
- 高橋靗一（1924年 - 2016年） 佐賀県立博物館、大阪芸術大学、東京都立大学 (1949-2011)、全労済情報センター、パークドーム熊本、群馬県立館林美術館
- 高橋寛（1963年 - ）高知県立坂本竜馬記念館、横浜トリエンナーレ2005会場計画 東雲キャナルコート5街区、佐川町立桜座
- 高橋巌太郎（1863年 - 1938年)
- 高橋兼吉（1845年 - 1894年）
- 高橋志保彦（1936年 - ）ショッピングモール仙台一番街買物公園、一番町四丁目ショッピングモール、サンモール一番町、甲府かすがもーる、ベルメ桜町
- 高橋修（1963年 - )
- 高橋晶子（1958年 - ）高知県立坂本龍馬記念館
- 高橋貞太郎（1892年 - 1970年）亀井伯爵邸、日本生命館、芝パークホテル
- 髙橋敏彦（1955年 - ）
- 高橋武士（1926年 - ）
- 高橋邦明（1967年 - ）
- 高橋博朗（1964年 - ）
- 高原弘造（1845年 - 1918年）
- 高口恭行（1940年 - ）一心寺信徒会館 日想殿/望無亭,山添村コミュニティ装置,枚方の町家,竹尾医院、一心寺単信庵、得生寺本堂
- 高口洋人（1970年 - ）
- 高砂正弘（1956年 - ）森のトイレ、中谷町の家
- 高崎正治（1953年 - ）輝北天球館
- 高山英華（1910年 - 1999年）駒沢オリンピック公園、A・CITYヒルズ＆タワーズ総合監修、損保ジャパンビル(旧：安田火災海上保険本社ビル）
- 高山幸次郎（生没年不明）
- 高松伸（1948年 - ）キリンプラザ大阪（現存せず）、織陣、植田正治写真美術館
- 高松政雄 (建築家)（1885年 - 1934年)
- 高瀬夕子（1971年 - ）
- 高須賀晋（1933年 - 2010年)
- 高瀬伸利（1957年 - ）
- 高瀬隼彦（1930年  - )
- 高谷時彦（1952年 - ）鶴岡市立藤沢周平記念館、幕張ベイタウン・コア
- 高野公男 (環境工学者)（1936年 - 2015年)
- 高野修嗣（1968年 - ）羽田空港アクセス道路、新交通システム日暮里舎人線-標準駅・駅舎
- 田上義也（1899年 - 1991年）旧小熊邸、網走市立郷土博物館、北海道教育文化会館
- 田上健一 (建築家)（1966年 - ）
- 滝大吉（1862年 - 1902年）旧陸軍・旭川偕行社、現中原悌二郎記念旭川市彫刻美術館
- 滝沢健児（1927年 - 2013年）
- 瀧光夫（1936年 - 2016年）
- 竹ノ内洋一郎（1927年 - ）
- 竹原義二（1948年 - ）海椿葉山, 美乃里、101番目の家
- 竹口健太郎（1971年 - ）町屋型住宅 ITオフィスインテリア 琵琶湖岸に建つ住宅
- 竹腰健造（1888年 - 1981年）神戸海星女子学院礼拝堂、聖心女子大学、大阪市長公館、大阪能楽会館、法隆寺聖徳会館
- 竹松和利（1949年 - )
- 竹山実（1934年 - 2020年） 一番館、SHIBUYA109、晴海客船ターミナル
- 竹山聖（1954年 - ）山形大学工学部創立百周年記念会館
- 竹谷忠（1950年 - ）
- 竹中藤右衛門（1877年 - 1965年）
- 竹中錬一（1911年 - 1996年）
- 竹田米吉（1889年 - 1976年）夢メッセみやぎ、横浜グランドインターコンチネンタルホテル
- 竹内昌義（1962年 - ）
- 武井誠（1974年 - ）京都アクアリーナ、八丈島のアトリエ
- 武澤秀一（1947年 - ）
- 武基雄（1910年 - 2005年）
- 武松幸治（1963年 - ）誠之堂、晩香廬、青淵文庫
- 武村忠（1889年 - 1976年)
- 武田五一（1872年 - 1938年）静修館、飛翔の館、龍の医院、善通寺稲荷大明神、善通寺砂古荒魂神社
- 武田光史（1967年 - ）
- 武田有左（1958年 - ）鐘紡東京工場
- 夛田吉宏（1978年 - ）
- 田坂好生（1957年 - ）2005年日本博覧会トヨタグループ館、NHK長野放送会館、八代の保育園、上原の家
- 田所嘉徳（1954年 - )
- 田島則行 - テレデザイン（1964年 - ）REISM、保木間のコンプレックス、C-House、電力館1・2Fリニューアルプロジェクト、トラポン、泰岳ビル
- 田島正陽（1950年 - ）輪の家、カタガラスの家、方の家、上州富岡駅
- 多田正信（1909年 - 2002年)
- 多田善昭（1950年 - ）帝国劇場、東京国立博物館東洋館
- 多田脩二（1969年 - ）ヒヤシンスハウス
- 只野康夫（1941年 - ）東山魁夷せとうち美術館、丸亀市猪熊弦一郎現代美術館、法隆寺宝物館、ニューヨーク近代美術館増築
- 辰野金吾（1854年 - 1919年）
- 田中陽明（1970年 - ）
- 田中雅美（1954年 - ）float、大野の家
- 田中孝典（1946年 - ）長崎水族館、長崎市公会堂、古川市民会館（docomomo100選）、島原市文化会館、諫早市民センター、島原図書館、鎌倉商工会議所会館
- 田中智之（1971年 - ）愛知淑徳中学校・高等学校、茅ヶ崎の住宅
- 田中文男（1932年 - 2010年）
- 田中裕也（1952年 - ）スズランボベダ（江別）、Casa Paco(Masnou), Casa Roca(Sitges), Plaza Arbre(Riudoms), 北山幼稚園(府中）
- 谷垣大輔（1969年 - ）旧開智学校
- 谷口江里也（1948年 - )
- 谷口吉生（1937年 - ）WildflowerHall、Europlex Fion
- 谷口吉郎（1904年 - 1979年）
- 谷口真依子（1978年 - ）
- 谷尻誠（1974年 - ）広島平和記念公園、国立代々木競技場、東京カテドラル聖マリア大聖堂、東京都庁舎。AIAゴールドメダル、RIBAゴールドメダル、プリツカー賞受賞。
- 田根剛（1979年 - ）モード学園コクーンタワー 、アップリカ葛西本社ビル、鬼怒川金谷ホテル、フジテレビ本社
- 玉置順（1965年 - ）
- 田島達也（1937年 - ）藤井斉成会有鄰館、旧山口県庁舎、芝川邸
- 棚橋国年彦 - 一級建築士事務所クリップ（1965年 - ）
- 田辺恵一（1953年 - ）
- 田辺淳吉（1879年 - 1926年）
- 田辺平学（1898年 - 1954年） 日本銀行、東京駅、浜寺公園駅、奈良ホテル
- 田辺芳生（1958年 - ）トウフ、ハカマ
- 田良島昭（1928年 - )
- 田村鎮（1878年 - 1942年)
- 田村芳夫（1951年 - ）
- 田村裕希（1977年 - ） - 松岡聡田村裕希
- 立原道造（1914年 - 1939年）
- 立石清重（1829年 - 1894
- 立川知方（1825年 - 1894年）
- 多羅尾直子 - タラオ・ヒイロ・アーキテクツ（1964年 - ）垂水協会、KSK/春日部のダブルハウス、警視庁歌舞伎町派出所
- 團紀彦（1956年 - ）52 Ludlow，A Line of Tears、「Tears Wall」エストニア国立博物館、東芝ミラノサローネ2011、ランボー美術館
- 丹下健三（1913年 - 2005年）熊本駅周辺地域都市空間デザイン
- 丹下憲孝（1958年 - ）

#### ち
- 筑波幸一郎（1968年 - ）
- 千々岩助太郎（1897年 - 1991年）
- 千葉学（1960年 - ）TRIO、MESH、黒の家
- 茶谷正洋（1934年 ‐ 2008年）
- 中條精一郎（1868年 - 1936年）旧山形県庁舎、上杉記念館
- 長大作（1921年 - 2014年）

#### つ
- 妻沼岩彦（1878年 - 1936年）
- 妻木頼黄（1859年 - 1916年）旧横浜正金銀行本店（現・神奈川県立歴史博物館）、横浜新港埠頭倉庫
- 津端修一（1925年 - 2015年） 阿佐ヶ谷住宅、高蔵寺ニュータウン
- 槻橋修（1968年 - ）ステイブルハウス
- 辻琢磨 - 403architecture（1986年 - ）
- 辻岡通（1886年 - 1955年)
- 土浦亀城（1897年 - 1996年）土浦亀城邸、強羅ホテル、西郷会館、銀座シネパトス
- 土浦信子（1900年 - 1998年） 地下鉄ビル
- 土屋毅（1977年 - ）
- 塚田眞樹子（1961年 - ）KONDO HOUSE、石神井プリーツ
- 塚本由晴（1965年 - ）ミニ・ハウス
- 塚本靖（1869年 - 1937年）東京汽船船室装飾、京城停車場本屋
- 塚本高正（1973年 - ）
- 津田弘道（1870年 - 1931年) 旧名津田皋二
- 常川貴扶（1973年 - ）
- 積田洋（1951年 - )
- 鶴田伸介（1967年 - ）

#### て
- 鄭秀和（1968年 - ）
- 手島浩之（1967年 - ）
- 手嶋保（1963年 - ）
- 手塚貴晴（1964年 - ）屋根の家、ふじようちえん
- 手塚由比（1969年 - ）屋根の家、ふじようちえん
- 手塚義明 - KT.Architecture（1962年 - ）
- 手中千代太郎（1866年 - 没年不詳)
- 鉄川与助（1879年 - 1976年）手取教会、田平教会、紐差教会
- 出原賢一 - LEVEL Architects（1974年 - ）
- 寺田尚樹（1967年 - ）
- 寺田千加子
- 寺地洋之（1965年 - ）
- 寺本健一（1975年 - ）

#### と
- 外山義（1950年 - 2002年）
- 戸尾任宏（1930年 - 2011年)
- 戸田順之助（1918年 - 2013年）
- 戸沼幸市（1933年 - ）
- 鳥居弘克（1964年 - ）
- 鳥居徳敏（1947年 - ） カーサ・デ・エスパーナ、キャセイファイナンシャルセンター
- 土井一秀（1972年 - ）STONE TERRACE
- 土井伸朗（1973年 - ）
- 土肥博至（1934年 - ）
- 東畑謙三（1902年 - 1998年）筑波研究学園都市
- 東條隆郎（1950年 - ）広尾ガーデンヒルズ、金沢パークピル、丸の内ピルデインク、有楽町駅前第一地区再開発事業
- 陶器二三雄（1947年 - ）国立国会図書館関西館
- 徳岡昌克（1930年 - ）ベルデ石きり、三輪町複合施設めくばーる三輪
- 徳川宜子（1956年 - ）
- 徳永庸（1887年 - 1965年）徴古館
- 野老正昭（1929年 - 2011年）
- 富田潤（1967年 - ）HOUSE OF BOOK LOVERS -所蔵家の隠れ家
- 富家宏泰（1919年 - 2007年)
- 富田玲子（1938年 - ）ドーモ・セラカント、ドーモ・パレーラ、脇田邸、船曳・岸田邸、女たちの戦争と平和資料館
- 富永譲（1943年 - ）ひらたタウンセンター
- 冨永祥子（1967年 - ）
- 友田博通（1949年 - ）
- 豊田啓介 - Noiz（1972年 - ）

### な行

#### な
- 内藤恒方（1934年 - ）夏泊ゴルフリンクス HGHB シルクリバーCCクラブハウスの設計 カサ・デ・プラド＋SLクラブハウス 小岩井農場とSLホテル 高幡鹿島台ガーデン
- 内藤資忠（1903年 - ）
- 内藤多仲（1886年 - 1970年）通天閣、名古屋テレビ塔、さっぽろテレビ塔、東京タワー
- 内藤徹男（1935年 - ）京王プラザホテル、徳島県庁舎　関西学院大学キャンパス再整備、小金井カントリー倶楽部、品川インターシティー
- 内藤廣（1950年 - ）海の博物館、牧野富太郎記念館
- 永山正博
- 永山祐子（1975年 - ）EDGE、site／シキチ、YLANG YLANG、ルイヴィトン京都大丸店
- 永山美樹（1886年 - 1949年)
- 永瀬狂三（1877年 - 1955年）京都大学、京都大学寄宿舎
- 永田昌民（1941年 - 2013年）
- 中園正樹（1942年 - 2018年）
- 中原暢子（1929年 - 2008年）木村別邸
- 中山英之（1972年 - ）2004、O邸
- 中山眞琴（1955年  - ）
- 中川俊二（生没年不詳 - ）
- 中川エリカ（1983年 - ）
- 中川佐保子 - Atelier S+（1974年 - ）
- 中川達彦 - PHスタジオ（1961年 - ）
- 中澤誠一郎（1896年 - 1986年)
- 中筋修 - 設計事務所ヘキサ（1939年 - ）
- 中間伸和（1965年 - )
- 中村享一（1951年 - ）福砂屋松が枝店、環境実験住宅-自邸、吉島家緞通ミュージアム
- 中村光男（1941年 - 2020年）
- 中村好文（1948年 - ）三谷さんの家、as it is
- 中村弘道（1942年 - ）
- 中村順平（1887年 - 1977年）如水会館、馬車道駅レリーフ、東京駅RTOレリーフ、厳正寺
- 中村昌生（1927年 - 2018年）
- 中村誠宏（1977年 - ）
- 中村拓志（1974年 - ）Edge Lotus
- 中村達太郎（1860年 - 1942年） 改良演芸会会場、淀橋浄水場内施設、台湾製糖製造所
- 中村鎮（1890年 - 1933年）
- 中村伝治（1880年 - 1968）
- 中村外二（1906年 - 1997年） 瑠璃光院、伊勢神宮茶室
- 中村勉（1946年 - ）
- 中村勇大（1959年 - ）ST-1/斜めテラスの家、此花の長床
- 中村竜治（1972年 - ）shortcut
- 中村和基（1973年 - ）
- 中村絅（生没年不詳 - ）
- 中村與資平（1880年 - 1963年）大連中山広場近代建築群、朝鮮銀行本館、朝鮮銀行大連支店
- 中村寛（1892年 - 没年不詳)
- 中村岩人（1854年 - 没年不詳)
- 中村登一（1915年 - 1969年)
- 中林仁子 - 4FA（1980年 - ）hat／渋谷の住宅、東松山の農産物直売所
- 中村和基 - LEVEL Architects（1973年 - ）
- 中谷俊治（1964年 - ）
- 中尾寛（1961年 - ）阿蘇警察署内牧交番、週末住宅[暗箱と鳥籠]
- 中尾耕二（1965年 - ）
- 中平勝（1960年 - ）K邸、W/Nハウス、はたけの家
- 仲俊治 - 仲建築設計スタジオ（1976年 - ）
- 仲亀清進（1965年 - ）
- 仲條順一 - フネス・アルキテクトス（1962年 - ）那須野が原ハーモニーホール
- 仲條雪（1970年 - ）
- 長岐侃（1941年 - 2008年）太田町真木真昼国民宿舎、秋田県果樹試験場本館
- 長坂常 - スキーマ建築計画（1971年 - ）江戸川台教会コンバージョン、Paco in Yokohama
- 長島孝一（1936年 - ）
- 長島正充（1929年 - ?)
- 長崎桂介（生年不明 - 1981年)
- 長澤悟（1948年 - ）
- 長井義紀（1957年 - ）
- 長岡正芳（1966年 - ）
- 長浜浩明（1947年 - ）
- 長尾亜子（1966年 - ）
- 長堀嘉一（1955年 - ）西麻布三井ピル幕張WBG、第一生命府中ビル、白繊NDタワー、三鷹の森ジブリ美術館、六本木ティーキュープ、TKプロジェク卜、Gプロジェクト、KA3Pプロジェク卜、K3Pプロジェク卜ト、∨プロジェク卜、Hプロジェク卜、ATプロジェク卜
- 長野宇平治（1867年 - 1937年）日本銀行、台湾総督府本庁舎
- 鍋島千恵（1975年 - ）輪の家、カタガラスの家、方の家
- 納谷学 - 納谷学+新（1961年 - ）住宅改修s-tube、宝珍楼、鵠沼の住宅、日野の住宅、富ヶ谷の集合住宅、マンション403号室改修、新井の集合住宅
- 納谷新 - 納谷学+新（1966年 - ）多摩川の2世帯住宅、センター北の住宅、恵比寿の住宅、門前仲町の住宅、津田山の住宅「teshihouse」、能代の住宅、玉川台2丁目プロジェクト C棟、南加瀬の住宅、MARVELLET
- 鳴川肇（1971年 - ） オーサグラフ
- 波江悌夫（1885年 - 1965年）大阪城天守基本設計
- 成田春人（1908年 - 1992年)
- 成瀬友梨（1979年 - ）白馬の別荘
- 成瀬嘉一  ホテルロッテ、明治生命仙台ビル
- 成川正明
- 難波和彦（1947年 - ）箱の家シリーズ

#### に
- 新家孝正（1857年 - 1920年）華族女学校校舎、逓信大臣官邸、東京郵便電信局、日本パノラマ館、無鄰庵・洋館、東京瓦斯諸施設、旧学習院初等科正堂、東京国立博物館 表慶館、三菱東京UFJ銀行水戸支店、シカゴ博覧会鳳凰堂、上野動物園旧正門、日本美術協会会館
- 新関謙一郎（1969年 - ）八街の家、WEP下北沢、新潟の家
- 新山平四郎（1869年 - 不明）
- 丹羽隆志（1979年 - ）
- 西岡弘（1945年 - ）くまもとアートポリス熊本市営住宅新地団地建替計画D、八幡南高校校舎、土塁の家
- 西崎暢仁（1979年 - ）
- 西見高明
- 西原吉治郎（1869年 - 1935年）
- 西原清之（1930年 - 2019年）
- 西出和彦（1953年 - ）
- 西山夘三（1911年 - 1994年）徳島県郷土文化会館、城崎温泉外湯
- 西倉努（1948年 - )国立大蔵病院研修棟、日本大学理工学部土木測量実習棟、佐島電機高崎ビル
- 西村伊作（1884年 - 1963年）西村記念館（自邸）
- 西村好時（1886年 - 1961年）第一銀行横浜支店、台湾銀行本店、満州中央銀行総行
- 西村浩（1967年 - ）岩見沢複合駅舎
- 西沢大良（1964年 - ）板橋のハウス、駿府教会
- 西沢立衛（1966年 - ）ウィークエンドハウス、金沢21世紀美術館、森山邸、House A。プリツカー賞受賞。
- 西澤徹夫（1974年 - ）京都京セラ美術館、八戸市美術館
- 西田司（1976年 - ）ヨコハマアパートメント、紅葉坂の家、六本木農園
- 西田勝彦（1946年 - ）中野坂上サンブライトツインビル、昭和大学付属烏山病院
- 西田勇（1897年 - 1984年）
- 西澤文隆（1915年 - 1986年）大阪府青少年野外活動センター,　箕面観光ホテル
- 西濱浩次（1955年 - ）

#### ね
- 根來宏典（1972年 - ）

#### の
- 野生司義光（1949年 - ）
- 野生司義章（1912年 - ?）
- 納賀雄嗣（1940年 - ）
- 野久尾尚志（1945年 - )
- 野口秀世（1954年 - ）北上市文化交流センター・さくらホール、東京音楽大学新本館
- 野口孫市（1869年 - 1915年）大阪府立中之島図書館
- 野沢誠（1953年 - ）
- 野田俊彦（1891年 - 1932年）前橋市水道記念館、同潤会大塚女子アパート 済南領事館ステンドグラス
- 野々村宗逸（1931年 - 1994年）
- 登坂誠（1960年 - ）
- 野村一郎（1868年 - 1942年）旧台湾総督官邸（現台北賓館）、旧朝鮮総督府庁舎
- 納村信之 - テレデザイン（1965年 - ）電力館、Le Coquelicot Plastic Surgery、西巣鴨の住宅、Light Well House
- 野村正樹（1970年 - ）

### は行

#### は
- 橋口新一郎（1972年 - ）
- 橋本功（1945年 - ）
- 橋本健史 - 403architecture（1984年 - ）
- 長谷川豪（1977年 - ）森のなかの住宅
- 長谷川逸子（1941年 - ）湘南台文化センター、ふれあいエスプ塩竃
- 長谷部鋭吉（1885年 - 1960年）住友総本店、住友ビルディング（旧住友銀行本店・現三井住友銀行本店）
- 長谷川順持 - 長谷川順持建築デザインオフィス（1962年 - ）
- 畑友洋（1978年 - ）
- 畠中秀幸（1969年 - ）
- 波多江健郎（1922年 - 2015年）
- 蜂須賀達志（1950年 - 2010年）
- 服部力（1942年 - ）
- 羽鳥達也（1973年 - ）
- 花田勝敬（1945年 - ）日本の家 世田谷の家 欅ハウス 都築の家 コートデコ洗足レイクサイド トレステージ浜田山
- 馬場兼伸（1976年 - ）熊川の集合住宅、高松の住宅、千歳船橋の家
- 馬場正尊（1968年 - ）
- 馬場知己（1915年 - ?)
- 浜口ミホ（1915年 - 1988年）旧公団住宅ダイニングキッチン,
- 浜田邦裕（1960年 - ）
- 浜田信義（1936年 - )
- 浜野安宏（1941年 - )
- 早間玲子（1933年 - ）
- 早川正夫（1925年 - ）彦根城博物館、黄金の茶室（MOA美術館）、八甲田ホテル、八勝館（数奇屋料亭）
- 早川邦彦（1941年 - ）アトリウム
- 早川延幸（1952年 - ）
- 林雅子（1928年 - 2001年）Oさんの住まい、自邸「私たちの家II」、ルーフテラスを持つ家
- 林己知夫（1952年 - ）筑波大学附属中学校富浦寮、秦邸
- 林昌二（1928年 - 2011年） ポーラ五反田ビル、パレスサイドビル、三愛ドリームセンター
- 林泰義（1936年 - ） 起爆空間
- 林知充（1971年 - ） 幕張メッセノースホール、デビッド・L.ローレンス・コンベンションセンター
- 林忠恕（1835年 - 1893年）内務省庁舎、大蔵省庁舎、大審院庁舎
- 林年男（1951年 - ）仙台市科学館、高崎シティホール、東京ガス環境エネルギー館
- 林豪蔵（1903年 - 1975年)
- 林田大作（1967年 - )
- 早野由美恵（1961年 - ）
- 原忠治（1849年 - 没年不詳)
- 原広司（1936年 - ）ヤマトインターナショナル東京本社ビル、梅田スカイビル、京都駅
- 原田将史（1977年 - ）
- 原田真宏 - MOUNT FUJI ARCHITECTS STUDIO（1973年 - ）TREE HOSE、Plus、A house
- 原田麻魚 - MOUNT FUJI ARCHITECTS STUDIO（1976年 - ）TREE HOSE、Plus、A house
- 原田鎮郎（1943年 - ）愛・地球博諸施設
- 原田敬美（1949年 - ）
- 原田七五郎（生没年不詳）
- 針生承一（1942年 - ）名取市斎場、七ヶ浜国際村、宮城スタジアム
- 韓亜由美（1958年 - ）
- 坂茂（1957年 - ）紙の家、ハノーバー万博2000日本館、カーテンウォールハウス
- 番匠谷尭二（1930年 - 1999年）正方形の家、アルジェの共生住宅集合住宅プロジェクト計画

#### ひ
- 日色真帆 - タラオ・ヒイロ・アーキテクツ（1961年 - ）愛知淑徳中学校・高等学校
- 日高胖（1875年 - 1952年）神本理髪店、住友ビルディング
- 日紫喜勝也（1941年 - ）
- 日比生寛史（1963年 - ）
- 比嘉武彦 - Kwhgアーキテクツ（1961年 - ）
- 樋口清（1918年 - ）国民休暇村協会の乗鞍綱張、韮山の山荘
- 樋口裕康（1939年 - ）
- 樋口修（1949年 - ）
- 樋口正峻（生没年不詳 - )
- 彦根明（1962年 - ）AIN（CLOSED OPEN）、YY、BOZ
- 彦根アンドレア（1962年 - ）
- 彦坂裕（1952年 - ）愛知万博日本館、上海国際博覧会日本館、玉川高島屋ショッピングセンターリニューアル、NTTインターコミュニケーション・センター、茂木本家美術館
- 久留正道（1855年 - 1914年） シカゴ万博鳳凰殿
- 日比一昭（1953年 - ）
- 百田有希 - 大西麻貴+百田有希 o+h（1982年 - ）
- 平山嵩（1903年 - 1986年）科学技術館、山王病院
- 平山文則（1955年 - ）稲毛の家、NTT幕張ビル、NHK大阪放送会館・大阪歴史博物館、高松シンボルタワー
- 平沼孝啓（1971年 - ）
- 平賀国夫（1935年 - )
- 平賀信孝（1949年 - ）
- 平瀬有人（1976年 - ）
- 平川國一
- 平倉章二（1943年 - ）日本城郭研究センター、教科書研究センター、国分シビックセンター
- 平倉直子（1950年 - ）上信越高原国立公園 鹿沢園地
- 平田晃久（1971年 - ）桝屋本店、sarugaku、イエノイエ
- 平野暁臣（1959年 - ）六本木ヒルズアリーナ、リスボン国際博覧会日本館
- 平林金吾（1894年 - 1981年）名古屋市役所庁舎
- 平松良洋（1941年 - )
- 広瀬鎌二（1922年 - 2012年） 「SH」住宅
- 廣部剛司（1968年 - ）南青山の家、上野毛 T、茶畑の家
- 廣瀬慶二（1969年 - ）
- 廣田悟（1963年 - ）

#### ふ
- 深尾精一（1949年 - ）
- 福井啓介 - かまくらスタジオ（1982年 - ）HOUSE H-緑と戯れる家-, 流山の集会所_1
- 福屋粧子（1971年 - ）伊那谷の家
- 福田重義（1887年 - 1971年）横浜市開港記念会館、三楽病院、四谷見付橋
- 福田昭一（1947年 - ）
- 福士勝夫 (1937年 - 2018年)
- 福島加津也（1968年 - ） 柱と床、木の構築Ⅰ・Ⅱ
- 福島賢哉（1947年 - ）
- 福澤健次（1941年 - )
- 福澤宗道（1939年 - 2012年)
- 福田創（1968年 - ）
- 福田哲也（1973年 - ）
- 藤井厚二（1888年 - 1938年） 聴竹居
- 藤井博巳（1933年 - ）マル武人形社屋、牛窓国際芸術祭事務局
- 藤居秀男
- 藤川壽男（1934年 - )
- 藤原保夫（1948年 - ）
- 藤野高志（1975年 - ）
- 藤江和子（1947年 - ）
- 藤山哲朗（1962年 - ）
- 藤森修（1969年 - ）
- 藤森照信（1946年 - ）熊本県立農業大学校学生寮、養老昆虫館、神長官守矢史料館、タンポポ・ハウス、ニラハウス、一本松ハウス、秋野不矩美術館
- 藤村龍至（1976年 - ）BUILDING K
- 藤村朗（1887年 - 1953年）
- 藤島邦明（1834年 - 没年不詳）
- 藤島茂（1917年 - ）旧国鉄駅舎営繕
- 藤田文蔵（生年不詳 - 1978年)
- 藤田雄介（1981年 - ）
- 藤本寿吉（1855年 - 1895年） 旧文部省庁舎 明治会堂 慶應義塾演説場、十五銀行、外務省旧庁舎
- 藤本寿徳（1967年 - ）
- 藤本昌也（1937年 - ）茨城県六番池団地及び会神原団地、ヨックモック本社ビル、多摩ニュータウンベルコリーヌ南大沢10-11ブロック、つくば市立東小学校
- 藤本壮介（1971年 - ）情緒障害児短期治療施設、HouseN
- 布施茂（1960年 - ） House in ABIKO、House in TSUTSUMINO、House in TSUDANUMA、House in JYOUSUI-SHINMACHI
- 船越徹（1931年 - 2017年） 目黒区立緑ヶ丘小学校、市原市民会館、昭和大学歯科病院、北条市民会館、図書館情報大学、群馬県立小児医療センター
- 古澤大輔 （1976年 - ）大原の長屋、リキッドコートハウス
- 古市徹雄（1948年 - 2019年） 栃木県なかがわ水遊園、六花亭真駒内ホール、浄土宗麟鳳山九品寺山門・納骨堂
- 古川裕久（1947年 - ）
- 古谷誠章（1955年 - ）やなせたかし記念館、茅野市民館
- 古谷俊一（1974年　- )東京クラシック森のクラブハウス、馬主クラブ棟、大森ロッヂ運ぶ家、渋谷MODI
- 古里健司（1963年 - ）
- 古塚正治（1892年 - 1976年）宝塚ホテル、六甲山ホテル、正司邸
- 古田秀行（1957年 - )
- 古橋柳太郎（1882年 - 1961年)
- 降幡廣信（1929年 - ）県立川越女子高校「明治記念館」、扇屋旅館、穂高キリスト教会

#### ほ
- 細田雅春（1941年 - ）
- 細淵太麻紀 - PHスタジオ（1971年 - ）
- 細矢仁（1968年 - ）沖縄小児保健センター、宇地泊インフィル
- 保坂猛（1975年 - ）アクリルの家、HOTO FUDO
- 穂積信夫（1927年 - )
- 堀英祐 - Eureka（1980年 - ）ドラゴンコートビレッジ, Around the Corner Grain
- 堀江佐吉（1845年 - 1907年） 旧第五十九銀行本店本館、旧弘前市立図書館、旧津島家住宅、旧弘前偕行社
- 堀越英嗣（1953年 - ） 旧SME白金台オフィス、モエレ沼公園、ガラスのピラミッド、とっとり花回廊、新潟駅駅舎駅前広場、五島美術館改修、正願寺
- 堀口捨己（1895年 - 1984年）八勝館御幸の間、明治大学和泉大教室、常滑市陶芸研究所
- 堀口浩司（1955年 - )
- 堀場弘 - シーラカンスK&H（1960年 - ）桜台アパートメント、千葉市立打瀬小学校、大阪国際平和センター･ピースおおさか　鷲島邸、柳生邸
- 堀池秀人（1949年 - 2015年）
- 堀尾浩（1965年 - ）
- 堀内貞（1888年 - 没年不詳)
- 堀内功太郎（1978年 - ）市原市水と彫刻の丘美術館、ダブリン中央図書館
- 堀部安嗣（1967年 - ）鎌倉山の家、小平の家　牛久のギャラリー、由比ガ浜の家、玉川学園の家
- 本城清右衛門（生没年不詳 - )
- 本城和彦（1913年 - 2002年)
- 本間乙彦（1892年 - 1937年）
- 本多友常（1948年 - ）丘のある家、大きな庇のある老人デイサービスセンタ、シロクス九州営業所
- 寳神尚史（1975年 - ）
- 梵寿綱（1934年 - ）
- 坊城俊成（1962年 - ）
- 星裕之（1969年 - ）

### ま行

#### ま
- 前川國男（1905年 - 1986年）東京文化会館、東京都美術館、熊本県立美術館本館
- 前田圭介（1974年 - )
- 前田健二郎（1892年 - 1975年） 共立講堂、京都市美術館
- 前田松韻（1880年 - 1944年）
- 前田光一（1950年 - ）集合住宅HARUKOMA、奥沢の家、曲り屋の家、御殿山の家、書架の家
- 前田敦（1958年 - ）
- 前田紀貞（1960年 - ）PLASTIC MOON、I remember you、FLAMINGO
- 槇文彦（1928年 - ）ヒルサイドテラス、京都国立近代美術館、幕張メッセ、風の丘葬斎場
- 増田清（1888年 - 1977年）
- 増田信吾 - 増田信吾+大坪克亘（1982年 - ）
- 増田友也（1914年 - 1981年）
- 増田千次郎（1945年 - ）
- 増田八郎（1895年 - 1945年） 和歌山県庁舎
- 増沢洵（1925年 - 1990年）最小限住居
- 益子義弘（1940年 - ）新座の家、金山町火葬場、裏磐梯のホテル
- 間田真矢（1977年 - ）
- 松崎万長（1858年 - 1921年）官庁集中計画、台湾総督府鉄道新竹駅
- 松本正雄（1917年 - 1986年)
- 松本政吉（1867年 - 没年不明）
- 松本清
- 松本哲夫（1929年 - ）
- 松本哲哉（1976年 - ）
- 松本正 - FOB (建築設計事務所)
- 松本尚子 - 木村松本建築設計事務所（1975年 - ）house T/salon T、house A/shop B、house S/shop B、house A
- 松本與作（1890年 - 1990年）
- 松室重光（1873年 - 1937年）京都府庁舎旧本館、京都ハリストス正教会聖堂
- 松井貴太郎（1883年 - 1962年）東京銀行集会所、三信ビルディング
- 松田軍平（1894年 - 1981年）旧三井物産門司支店（旧JR九州第一庁舎）、石橋迎賓館、奉天三井ビル（現 招商銀行）、旧田島繁二邸（現南アフリカ共和国総領事公邸）
- 松田昌平（1889年 - 1976年)
- 松ノ井覚治（1895年 - 1982年）亀井邸、東京器機株式会社柏工場、ノースウェスト航空会社集合住宅
- 松村正恒（1913年 - 1993年）八幡浜市立日土小学校
- 松永安光（1941年 - ）
- 松永英伸 - 一級建築士事務所クリップ
- 松畑強（1961年 - ）
- 松岡拓公雄（1952年 - ）
- 松岡恭子（1964年 - ）大名の商業ビル/大名の商業施設、新北九州空港連絡橋、「織物のフォリー」
- 松岡聡（1973年 - ）松岡聡田村裕希、裏庭の家
- 松野勉（1969年 - ）
- 松山将勝（1968年 - ）
- 松永務（1958年 - ）
- 松原弘典（1970年 - ）北京市新華書店中関村図書ビル内装
- 松川昌平（1974年 - ）AlgorithhmicSpace [9-Tsubo_House]、Neural Clock
- 松崎正寿（1975年 - ）
- 松島潤平（1979年 - ）
- 松葉邦彦（1979年 - ）
- 間野貞吉（1903年 - 1979年)
- 丸田絢子（1978年 - ）
- 丸谷博男（1948年  - ）
- 丸山欣也（1939年 - ）
- 真喜志好一（1943年 - ）
- 萬羽敏郎

#### み
- 三上武之助（1889年 - 1933年）
- 三浦敏伸（1942年 - ）
- 三浦周治（1951年 - 1998年）マルト本社工場、布井邸
- 三輪数比古
- 三井所清典（1939年 - ）
- 三井道男（1891年 - 1970年)
- 三輪邦夫
- 三輪正弘（1925年 - 2013年）
- 三栖邦博（1941年 - ）
- 三澤康彦（1953年 - ）
- 三澤文子（1956年 - ）天王寺の家、方形の家
- 三好庸隆（1949年 - )
- 三宅正樹（1963年 - ）
- 三宅敏郎
- 三橋四郎（1867年 - 1915年）日比谷図書館、浅草区役所、長春領事館
- 水谷正男（1905年 - 1975年）
- 水谷頴介（1935年 - 1993年）
- 水谷硯之（1938年 - ）
- 水谷俊博（1970年 - ）
- 水田一征（1939年 - ）
- 水上哲也（1981年 - ）
- 水野一郎（1941年 - ）スプリングポイント、金沢市民芸術村
- 水野吉樹（1960年 - )
- 薬袋公明（1926年 - 2007年）
- 光吉健次（1925年 - 2000年）
- 光井純（1955年 - ）羽田空港第2旅客ターミナルビル、マロニエ通り開発（デビアス銀座ビル）、南青山スクウェア
- 南泰裕（1967年 - ）PARK HOUSE、spin-off
- 宮川英二（1915年 - 1989年)
- 宮谷重雄（1917年 - 没年不詳）
- 宮本忠長（1927年 - 2016年）北斎館、小布施町庁舎、長野市立博物館、南牧村立南牧北小学校、 「栗の小径」敷道・イベント広場、長野信用金庫小布施、小林一茶記念館新館
- 宮本佳明（1961年 - ）ゼンカイ・ハウス
- 宮脇檀（1936年 - 1998年）松川ボックス、姫路市書写の里・美術工芸館、出石の建造物群
- 宮内康（1937年 - 1992年）
- 宮内初太郎（1892年 - 没年不詳)
- 宮森洋一郎（1950年 - ）
- 宮崎均（1957年 - ）
- 宮崎浩（1952年 - ）中原中也記念館、NSPビル
- 宮﨑勲（1973年 - )
- 宮田多津夫（1958年 - ）
- 宮晶子（1963年 - ）house I
- 宮原輝夫（1966年 - ）
- 宮下信顕（1972年 - ）
- 宮元健次（1962年 - 2017年）
- 宮元三恵（1972年 - ）
- 三好礼益（1982年 - ）

#### む
- 武藤章（1931年 - 1985年） 工学院大学八王子図書館、西狭山病院、厚生年金会館東村山職員宿舎
- 宗本順三（1945年 - ）
- 村尾成文（1936年 - 2015年)
- 村上心（1960年 - ）
- 村上徹（1949年 ‐）津山の家、阿品の家、坂町のアトリエ、広島なぎさ小学校、広島なぎさ中・高等学校、安佐南区総合福祉センター
- 村上萬助（1861年 - 1934年）
- 村上美奈子（1940年 - ）
- 邑上守正（1957年 - ）
- 村田正（1914年 - 1989年)
- 連健夫（1956年 - ）
- 村野藤吾（1891年 - 1984年） 宇部市渡辺翁記念会館、日生劇場、広島世界平和記念聖堂
- 村田政眞（1906年 - 1987年） 駒沢オリンピック公園総合運動場陸上競技場
- 村山幸次郎（1834年 - 1892年）
- 村田靖夫（1945年 - 2007年）大森山王の家、100種の植栽親緑住居村田邸、親緑住居
- 室伏次郎（1940年 - ）大井町の家

#### も
- 毛利真也（1975年 - ）
- 毛綱毅曠（1941年 - 2001年） 反住器、釧路市立博物館、鏡の間、釧路公立大学
- 茂木計一郎（1928年 - 2008年)
- 望月庄五郎（1886年 - 1973年）
- 望月真一（1949年 - ）
- 本野精吾（1882年 - 1944年） 京都高等工芸学校本館（現 京都工芸繊維大学 3号館）、西陣織物館（現・京都市考古資料館）
- 本江正茂（1966年 - ）
- 本村佳久
- 元倉眞琴（1946年 - 2017年）
- 森山松之助（1869年 - 1949年）丸嘉ビル、米井商店ビル、片倉館、新宿御苑旧御涼亭
- 森泰治（1895年 - 1951年）
- 森俊子（1951年 - ） 芸術家の居住地+文化センター
- 森田慶一（1895年 - 1983年） 京都大学楽友会館、農学部表門と門衛舎
- 森暢郎（1947年 - ）
- 森川嘉一郎（1971年 - ）
- 森川啓介 - かまくらスタジオ（1984年 - ）HOUSE H-緑と戯れる家-, 流山の集会所_1
- 諸角敬（1954年 - ）

### や行

#### や
- 矢板久明 - 矢板建築設計研究所（1955年 - ）
- 矢板直子 - 矢板建築設計研究所（1958年 - ）
- 八重樫直人（1965年 - ）
- 薬師寺厚（1913年 - 1998年）東京空港郵便局
- 薬師寺主計（1884年 - 1965年）旧・第一合同銀行倉敷支店（現・中国銀行本町出張所）、大原美術館本館
- 八島正年（1968年 - ）
- 保岡勝也（1877年 - 1942年）三菱合資唐津出張所（現唐津市歴史民俗資料館）、岩崎家深川別邸 池の御茶屋、岩崎家高輪別邸 静嘉堂文庫、第八十五銀行本店（現埼玉りそな銀行川越支店）
- 安井俊夫（1960年 - ）
- 安井武雄（1884年 - 1955年）大阪倶楽部、日本橋野村ビル、滴翠美術館、大阪ガスビルディング
- 安田幸一（1958年）ポーラ美術館、新江ノ島水族館、鴨川シーワールド・トロピカル・アイランド
- 安田臣（1911年 - 1977年）
- 安田直民 - SOY source（1972年 - ）
- 彌田徹 - 403architecture（1985年 - ）
- 八田巳之助（1857年 - 没年不詳)
- 安原秀 - 設計事務所ヘキサ
- 八束はじめ（1948年 - ）岡部邸、SYNAPS計画、外川美容院、白石マルチメディアセンター、美里町文化交流センター
- 谷内田章夫 - ワークショップ（1951年 - ）SAIZE、ウェルスクエア碑文谷
- 八木幸二（1944年 - ）吉礼の家、パンゲア・ソラリウム、廂の家、樹霊の家、痴呆性高齢者用グループホーム「アニマート」
- 八木貞一（生没年不詳 - )
- 矢作昌生（1966年 - ）
- 矢﨑博一（1950年 - )
- 矢萩喜從郎（1952年 - ）長野オリンピック国際報道センター、コンカード横浜
- 矢橋賢吉（1869年 - 1927年）郡山市公会堂、岐阜県総合庁舎
- 矢部金太郎（1892年 - 1976年）旧田園調布駅
- 矢部又吉（1888年 - 1941年）日本興亜馬車道ビル（旧川崎銀行横浜支店）、旧三菱銀行横浜支店（旧第百銀行横浜支店）
- 山形政昭（1949年 - )
- 山岸平吉（1843年 - 没年不詳）
- 山際認（1951年 - ）
- 山口幹幸（1951年 - ）
- 山口省一
- 山口誠（1972年 - ）軽井沢の別荘/ギャラリー
- 山口直昭（1856年 - 没年不明)
- 山口半六（1858年 - 1900年）旧東京音楽学校奏楽堂、兵庫県公館、旧第四高等中学校本館
- 山口文象（1902年 - 1978年）黒部第二発電所、林芙美子邸
- 山口隆（1953年 - ）Glass Temple、White Temple、Metal Office、Silent Office、Breathing Factory、House in Ise
- 山越邦彦（1900年 - 1980年）旧邸「ドーモ・ディナミーカ」
- 山崎泰孝（1935年 - 2016年）善光寺別院願王寺、芦屋市民センター・ルナホール、グランディア芳泉、登米祝祭劇場、扶桑文化会館、ヴェールルージュ美容専門学校、飯塚記念病院
- 山﨑栄介（1970年 - )
- 山嵜雅雄（1960年 - ）
- 山下啓次郎（1868年 - 1931年）奈良監獄、名古屋控訴院・地方裁判所・区裁判所
- 山下寿郎（1888年 - 1983年）霞が関ビルディング、NHK放送センター、仙台市役所
- 山下昌彦（1952年 - ）
- 山下登（1943年 - )
- 山下保博（1960年 - ）セル・ブリック、JYU-BAKO、釜山エコセンター、Project1000
- 山下和正（1937年 - ）顔の家、フロム・ファースト・ビル、文教大学湘南校舎
- 山崎楽堂（1885年 - 1944年）
- 山崎健一（1941年 - ）
- 山田幸一（1925年 - 1992年)
- 山田幸司（1969年 - 2009年）笹田学園田町校舎
- 山田幸夫（1947年 - ）
- 山田七五郎（1871年 - 1945年）
- 山田守（1894年 - 1966年）日本武道館、京都タワー、聖橋
- 山田修（1929年）
- 山田醇（1884年 - 1969年）須磨川崎家別荘洋館、閑院宮家、小田原閑院宮家、徳川侯爵邸、築山家住宅、宮前家住宅、竹島家住宅
- 山田清重（1841年 - 没年不明)
- 山田達也（1963年 - ）
- 山中省吾（1953年 - ）
- 山中新太郎（1968年 - ）シリンダーハウス
- 山根正次郎
- 山梨清松（1928年 - 2015年)
- 山梨知彦（1960年 - ）パティオス5番街、ワールドシティタワーズ、乃村工藝社、神保町シアタービル、木材会館、ホキ美術館、ソニーシティ大崎
- 山之内淡（1986年 - ）
- 山村一栄（1947年 - ）
- 山本麻子 - アルファヴィル（1971年 - ）Hall House 1、Hall House 2 New Kyoto Town House
- 山本洋二郎
- 山本健太郎 - テレデザイン（1966年 - ）
- 山本浩三（1936年 - )
- 山本圭介（1947年 - ） 東雲6街区、大東文化大学、プラウドジェム神南、二期倶楽部東館、工学院大学15号館、福岡大学A棟
- 山本治兵衛（1854年 - 1919年）京都帝国大学、福岡医科大学キャンパス
- 山本勝巳（1905年 - 1991年）
- 山本忠司（1925年 - 1998年） 香川県立武道館, 香川県農業試験場農業展示館、栗林公園讃岐民芸館・瓦館, 瀬戸内海歴史民俗資料館
- 山本拙郎（1890年 - 1944年）電気の家、別府中山別荘、軽井沢プリンスホテル晴山ホテル(旧根津嘉一郎別邸)、旧渡辺甚吉邸（旧スリランカ大使館邸）
- 山本想太郎（1966年 - )
- 山本長水（1936年 - ）高知県立美術館、稱名寺本堂
- 山本理顕（1945年 - ）山川山荘、GAZEBO、東雲キャナルコートCODAN、公立はこだて未来大学、横須賀美術館
- 山本力矢（1977年 - ）
- 山脇巌（1898年 - 1987年）ハノーバー世界建築博覧会展示、ケヤキハウス、三岸好太郎美術館・旧三岸好太郎アトリエ、桐朋学園大学音楽学部校舎、日本大学芸術学部校舎
- 柳下武雄（生没年不詳 - )
- 柳雅夫（1953年 - ）
- 柳川賢次（1954年 - )
- 柳澤孝彦（1935年 - 2017年）東京都現代美術館、新国立劇場

#### ゆ
- 湯川甲三
- 雪野元吉（1897年 - 1945年）
- 湯澤正信（1949年 - 2015年）

#### よ
- 葉祥栄（1940年 - ）光格子の家
- ヨコミゾマコト（横溝 真 1962年 - ）富弘美術館
- 與謝野久（1946年 - ）
- 横井創馬 - セカイ（1983年 - ）YSディセンダンツビルⅡ
- 横内敏人（1954年 - ）若王子のアトリエ/若王子のゲストハウス
- 横河民輔（1864年 - 1945年）三越日本橋本店、初代三井本館、帝国劇場、三信ビルディング
- 横河健（1948年 - ）横河電機本社、都営大江戸線汐留駅駅舎
- 横須賀満夫
- 横濱勉（1880年 - 1960年）旧第九十銀行本店本館
- 横山公男（1924年 - 2010年）正本堂 (大石寺), 旧富士美術館
- 横川隆一（1943年 - ）
- 横堀将之（1981年 - ）
- 横村隆子（1955年 - )
- 吉岡三樹（1932年 - )
- 吉井茂則（1857年 -1930年）
- 吉阪隆正（1917年 - 1980年）アテネ・フランセ、大学セミナー・ハウス
- 吉武長一（1879年 - 1953年） 安藤記念教会、旧村井銀行七条支店
- 吉武東里（1886年 - 1945年）国会議事堂実施設計
- 吉武泰水（1916年 - 2003年）成蹊小学校、中学校校舎、千葉県立がんセンター、東京大学附属病院北棟、東京大学工学部11号館
- 吉田好伸（1938年 - 1976年)
- 吉田享二（1887年 - 1951年）城崎小学校、第一菅原ビル、日本民芸館、尾崎家住居、京品ホテル、工業技術院東京工業試験所、小野田セメント本社
- 吉田五十八（1894年 - 1974年）大和文華館、岩波茂雄別邸
- 吉田鉄郎（1894年 - 1956年）京都中央電話局、東京中央郵便局、大阪中央郵便局
- 吉田桂二（1930年 - 2015年）古河歴史博物館
- 吉田イサム（1937年 - 2009年）
- 吉田研介（1938年 - ）チキンハウス、シャッターハウス、白の数寄屋、妙高高原に建つヴィラ・クーペ、三角形の家、トレベルノ恵比寿ビル、ザ・シルヴァーグレイ
- 吉田明弘（1965年 - ）天城の山荘、川奈OA邸、YKK市川寮、松代石川南台アパート
- 吉田豊（1972年 - ）藤久保の家
- 吉田裕一（1978年 - ）
- 吉永邦治（1944年 - ）
- 吉原正（1922年 - 2014年）
- 吉松秀樹（1958年 - ）宇土マリーナハウス、三良坂町陶芸学習舎、三良坂町無縁墓地
- 吉村順三（1908年 - 1997年）皇居新宮殿、奈良国立博物館新館、軽井沢の山荘
- 吉村靖孝（1972年 - ）NOWHERE BUT SAJIMA
- 吉村英孝（1975年 - ）
- 米田明（1959年 - ）BLOC
- 米田浩志（1960年 - ）
- 米村和夫（1964年 - ）

### ら行

#### り
- 李暎一（1959年 - ）

#### ろ
- 六鹿正治（1948年 - ）
- 六角鬼丈（1941年 - 2019年） 東京武道館、東京藝術大学大学美術館

### わ行

#### わ
- 若木滋（1932年 - ）
- 若林広幸（1949年 - ）宇治駅 (京阪)、南海特急ラピート、旧毎日新聞京都ビル
- 若松均（1960年 - ）
- 若山滋（1947年 - ）
- 輪湖文一郎（生没年不明）
- 和田善平（1844年 - 1908年）
- 渡辺譲（1855年 - 1930年）帝国ホテル（初代）
- 渡辺福三（1870年 - 1920年）国会議事堂建築案
- 渡辺節（1884年 - 1967年）綿業会館、商船三井ビルディング、旧乾邸
- 渡辺仁（1887年 - 1973年）服部時計店、東京国立博物館本館
- 渡邊洋治（1923年 - 1983年）第3スカイビル、新潟労災病院、糸魚川善導寺
- 渡部一二（1938年 - ）
- 渡辺豊和（1938年 - ）龍神村民体育館、角館町立仙北市立西長野小学校、のこもれびホール
- 渡辺武信（1938年 - ）
- 渡辺明（1938年 - ）
- 渡辺岳彦（1970年 - ）
- 渡辺浩一郎（1944年 ‐ ）
- 渡辺真理（1950年 - ） TN、NT、東雲キャナルコート、真壁伝承館
- 渡辺誠（1952年 - ） 大江戸線飯田橋駅、青山製図専門学校
- 渡辺純（1954年 - ）いずみやま荘ショートステイ棟、二葉学園グループホームアスター
- 渡部和生（1956年 - ）